# Kerameikos

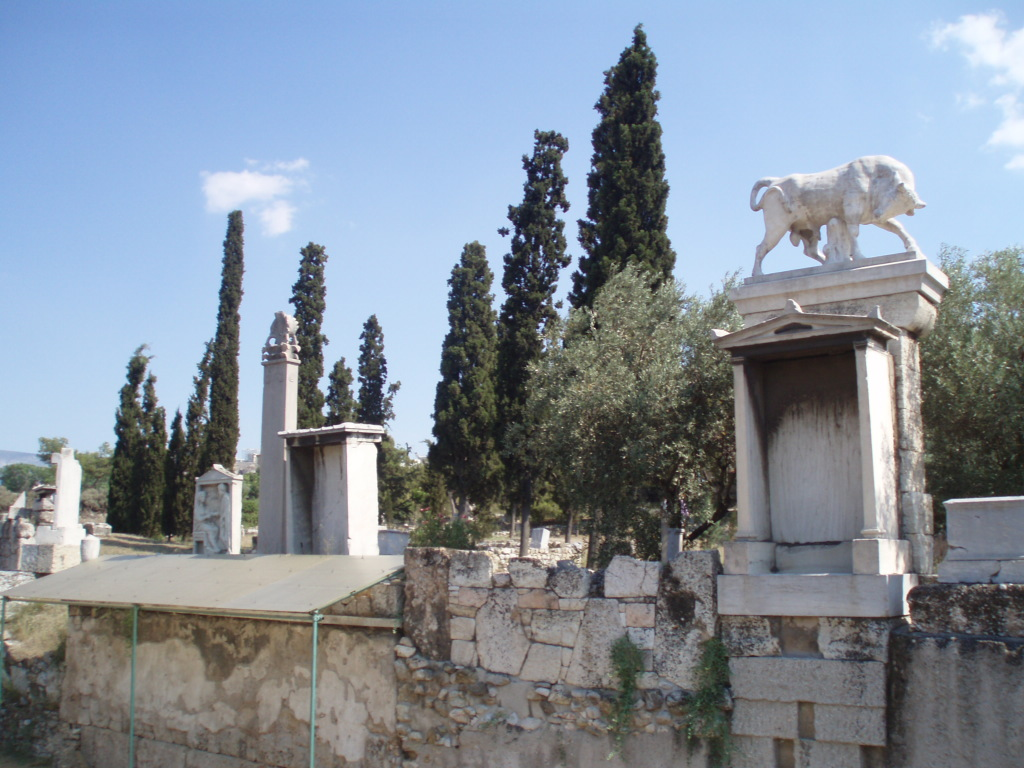
Grafmonumenten op de Kerameikosbegraafplaats

De Kerameikos (Grieks: Κεραμεικός) of Ceramicus is reeds sinds de oudste tijden de naam van een belangrijke wijk in de Griekse hoofdstad Athene, gelegen tussen de Agora en de Academia.
Als we de schrijver Pausanias (I 3,1) mogen geloven dankt ze haar naam aan Keramos, een zoon van Dionysus en Ariadne en de beschermgod van de pottenbakkers. Vanwege de aanwezigheid van water (in de beek Eridanus) en de goede afzetmogelijkheden op de nabije begraafplaats, ontstond in de Kerameikos een belangrijk centrum van pottenbakkers. Dit was zelfs in de eerste helft van de 20e eeuw nog steeds het geval. Ons woord keramiek vindt hier zijn oorsprong. Sinds de tijd van de Perzische Oorlogen werd deze wijk in tweeën gedeeld door de zogenaamde Muur van Themistocles. In het deel buiten de muren ontstond de grootste necropolis van de stad.
De Kerameikos lag reeds sinds de Sub-Myceense tijd (12e eeuw v.Chr.) vol met graven, en het bleef tot de plundering van de stad door Sulla in 86 v.Chr. de grootste begraafplaats van Athene. Daarna raakte ze in onbruik en verdween geleidelijk onder het slib van de Eridanos.
Twee van de belangrijkste verkeersaders van het antieke Athene liepen dwars door de Kerameikos. De Dromos of Panathenaeïsche weg begon in de Academia, liep door de begraafplaats heen, door de Dipylonpoort en over de Agora en kwam ten slotte bij de Akropolis uit. De Heilige Weg liep vanaf de Heilige Poort helemaal tot Eleusis.
Opgravingen begonnen in 1870 door de Archeologische dienst van Athene. In de jaren 1913-41 werden de opgravingen voortgezet door het Duitse archeologische instituut onder leiding van A. Brückner en K. Kübler. Vanaf 1956 heeft het Duitse archeologische instituut op verzoek van de Griekse regering de supervisie over de Kerameikos weer op zich genomen.
Het opgravingsterrein is te bezoeken. Te zien zijn een deel van de stadsmuur met de fundamenten van de Dipylonpoort, de Heilige poort en het Pompeion, alsmede een gedeelte van de begraafplaats met grafmonumenten. Vondsten die in deze omgeving zijn gedaan zijn te zien in het Kerameikos Museum.